# جيمس ويب (سياسي)
جيمس ويب (بالإنجليزية: James Webb)‏ هو سياسي أسترالي، ولد في 21 سبتمبر 1887، وتوفي في 14 فبراير 1939. انتخب عضو الجمعية التشريعية نيو ساوث ويلز.